# Handball-FDGB-Pokal 1974/75
Der Handball-FDGB-Pokal der Herren wurde mit der Saison 1974/75 zum 5. Mal ausgetragen und fand ohne den Mannschaften aus der Handball-Oberliga statt. Beim Endrunden-Turnier in Neubrandenburg sicherte sich die Zweitvertretung vom ASK Vorwärts Frankfurt/O. den Titel aufgrund der besseren Tordifferenz gegenüber der BSG Rotation Prenzlauer Berg. Obwohl das direkte Duell verloren ging, profitierte der Armeeclub von der Niederlage der Berliner gegen den Drittplatzierten Chemie Premnitz.

## Teilnehmende Mannschaften
Für den FDGB-Pokal hatten sich folgende 15 Mannschaften qualifiziert, die in der Saison 1974/75 unterhalb der DDR-Oberliga angesiedelt waren.
| Bezirkspokalvertreter Die 15 Bezirksteilnehmer setzten sich aus sechs Vereinen der DDR-Liga und neun Vereinen der Bezirksliga zusammen. | | |
| - Bezirk Rostock BSG Motor Stralsund Bezirksliga - Bezirk Schwerin BSG Lokomotive Parchim Bezirksliga - Bezirk Neubrandenburg ASG Vorwärts Torgelow Bezirksliga - Bezirk Potsdam BSG Chemie Premnitz DDR-Liga - Ost-Berlin BSG Rotation Prenzlauer Berg DDR-Liga | - Bezirk Frankfurt (Oder) ASK Vorwärts Frankfurt/O. II DDR-Liga - Bezirk Magdeburg SG Dynamo/Motor Staßfurt DDR-Liga - Bezirk Halle SG Dynamo Halle-Neustadt II Bezirksliga - Bezirk Leipzig BSG Motor Hartha Bezirksliga - Bezirk Cottbus BSG Traktor Sagar Bezirksliga | - Bezirk Dresden BSG Chemie Radebeul DDR-Liga - Bezirk Karl-Marx-Stadt BSG Einheit Plauen Bezirksliga - Bezirk Erfurt ISG Apolda DDR-Liga - Bezirk Gera ASG Vorwärts Rudolstadt Bezirksliga - Bezirk Suhl BSG Traktor Breitungen Bezirksliga |

## Modus
Die Bezirkspokalvertreter ermittelten in einer Vorrunde in fünf Gruppen zu je drei Mannschaften die Teilnehmer für das Endrunden-Turnier. In diesem spielten die fünf Erstplatzierten der Vorrunde im Modus Jeder-gegen-jeden den Pokalsieger aus.

## Vorrunde

### Gruppe I
Die Gruppe I ermittelte ihren Endrundenteilnehmer am Samstag, den 6. September 1975 in Neubrandenburger Stadthalle.

Ergebnisse
| Datum    |                              | Ergebnis |                       |
| -------- | ---------------------------- | -------- | --------------------- |
| Sa 6.09. | BSG Rotation Prenzlauer Berg | 19:18    | BSG Motor Stralsund   |
| Sa 6.09. | BSG Rotation Prenzlauer Berg | 31:18    | ASG Vorwärts Torgelow |
| Sa 6.09. | BSG Motor Stralsund          | 18:16    | ASG Vorwärts Torgelow |

Abschlusstabelle
| Pl. | Verein                       | Sp. | S | U | N | Tore    | Diff. | Punkte |
| --- | ---------------------------- | --- | - | - | - | ------- | ----- | ------ |
| 1.  | BSG Rotation Prenzlauer Berg | 2   | 2 | 0 | 0 | 050:360 | +14   | 04:0   |
| 2.  | BSG Motor Stralsund          | 2   | 1 | 0 | 1 | 036:350 | +1    | 02:20  |
| 3.  | ASG Vorwärts Torgelow        | 2   | 0 | 0 | 2 | 034:490 | −15   | 0:40   |

 Qualifikant für das Endrunden-Turnier

### Gruppe II
Die Gruppe II ermittelte ihren Endrundenteilnehmer am Samstag, den 6. September 1975 in der Sporthalle West von Radebeul.

Ergebnisse
| Datum    |                              | Ergebnis |                     |
| -------- | ---------------------------- | -------- | ------------------- |
| Sa 6.09. | ASK Vorwärts Frankfurt/O. II | 27:13    | BSG Traktor Sagar   |
| Sa 6.09. | ASK Vorwärts Frankfurt/O. II | 20:15    | BSG Chemie Radebeul |
| Sa 6.09. | BSG Traktor Sagar            | 22:19    | BSG Chemie Radebeul |

Abschlusstabelle
| Pl. | Verein                       | Sp. | S | U | N | Tore    | Diff. | Punkte |
| --- | ---------------------------- | --- | - | - | - | ------- | ----- | ------ |
| 1.  | ASK Vorwärts Frankfurt/O. II | 2   | 2 | 0 | 0 | 047:280 | +19   | 04:0   |
| 2.  | BSG Traktor Sagar            | 2   | 1 | 0 | 1 | 035:460 | −11   | 02:20  |
| 3.  | BSG Chemie Radebeul          | 2   | 0 | 0 | 2 | 034:420 | −8    | 0:40   |

 Qualifikant für das Endrunden-Turnier

### Gruppe III
Die Gruppe III ermittelte ihren Endrundenteilnehmer am Samstag, den 6. September 1975 in der Sporthalle am Tor II von Premnitz.

Ergebnisse
| Datum    |                          | Ergebnis |                          |
| -------- | ------------------------ | -------- | ------------------------ |
| Sa 6.09. | BSG Chemie Premnitz      | 17:80    | BSG Lokomotive Parchim   |
| Sa 6.09. | BSG Chemie Premnitz      | 15:12    | SG Dynamo/Motor Staßfurt |
| Sa 6.09. | SG Dynamo/Motor Staßfurt | 22:70    | BSG Lokomotive Parchim   |

Abschlusstabelle
| Pl. | Verein                   | Sp. | S | U | N | Tore    | Diff. | Punkte |
| --- | ------------------------ | --- | - | - | - | ------- | ----- | ------ |
| 1.  | BSG Chemie Premnitz      | 2   | 2 | 0 | 0 | 032:200 | +12   | 04:0   |
| 2.  | SG Dynamo/Motor Staßfurt | 2   | 1 | 0 | 1 | 034:220 | +12   | 02:20  |
| 3.  | BSG Lokomotive Parchim   | 2   | 0 | 0 | 2 | 015:390 | −24   | 0:40   |

 Qualifikant für das Endrunden-Turnier

### Gruppe IV
Die Gruppe IV ermittelte ihren Endrundenteilnehmer am Samstag, den 6. September 1975 in Königsee.

Ergebnisse
| Datum    |                         | Ergebnis |                  |
| -------- | ----------------------- | -------- | ---------------- |
| Sa 6.09. | ASG Vorwärts Rudolstadt | 22:19    | BSG Motor Hartha |
| Sa 6.09. | ASG Vorwärts Rudolstadt | 14:11    | ISG Apolda       |
| Sa 6.09. | BSG Motor Hartha        | 19:14    | ISG Apolda       |

Abschlusstabelle
| Pl. | Verein                  | Sp. | S | U | N | Tore    | Diff. | Punkte |
| --- | ----------------------- | --- | - | - | - | ------- | ----- | ------ |
| 1.  | ASG Vorwärts Rudolstadt | 2   | 2 | 0 | 0 | 036:300 | +6    | 04:0   |
| 2.  | BSG Motor Hartha        | 2   | 1 | 0 | 1 | 038:360 | +2    | 02:20  |
| 3.  | ISG Apolda              | 2   | 0 | 0 | 2 | 025:330 | −8    | 0:40   |

 Qualifikant für das Endrunden-Turnier

### Gruppe V
Die Gruppe V ermittelte ihren Endrundenteilnehmer am Samstag, den 6. September 1975 in der Sporthalle Aue-Zelle von Aue.

Ergebnisse
| Datum    |                             | Ergebnis |                        |
| -------- | --------------------------- | -------- | ---------------------- |
| Sa 6.09. | SG Dynamo Halle-Neustadt II | 21:16    | BSG Traktor Breitungen |
| Sa 6.09. | SG Dynamo Halle-Neustadt II | 28:14    | BSG Einheit Plauen     |
| Sa 6.09. | BSG Einheit Plauen          | 20:15    | BSG Traktor Breitungen |

Abschlusstabelle
| Pl. | Verein                      | Sp. | S | U | N | Tore    | Diff. | Punkte |
| --- | --------------------------- | --- | - | - | - | ------- | ----- | ------ |
| 1.  | SG Dynamo Halle-Neustadt II | 2   | 2 | 0 | 0 | 049:300 | +19   | 04:0   |
| 2.  | BSG Einheit Plauen          | 2   | 1 | 0 | 1 | 034:430 | −9    | 02:20  |
| 3.  | BSG Traktor Breitungen      | 2   | 0 | 0 | 2 | 031:410 | −10   | 0:40   |

 Qualifikant für das Endrunden-Turnier

## Endrunde
Die Endrunde fand vom 19. bis 20. September 1975 in der Neubrandenburger Stadthalle statt.

### Spiele
|                              | Ergebnis |                              |
| ---------------------------- | -------- | ---------------------------- |
| ASK Vorwärts Frankfurt/O. II | 11:18    | BSG Rotation Prenzlauer Berg |
| ASK Vorwärts Frankfurt/O. II | 11:90    | BSG Chemie Premnitz          |
| ASK Vorwärts Frankfurt/O. II | 18:12    | ASG Vorwärts Rudolstadt      |
| ASK Vorwärts Frankfurt/O. II | 26:60    | SG Dynamo Halle-Neustadt II  |
| BSG Rotation Prenzlauer Berg | 07:11    | BSG Chemie Premnitz          |
| BSG Rotation Prenzlauer Berg | 18:13    | ASG Vorwärts Rudolstadt      |
| BSG Rotation Prenzlauer Berg | 9:7      | SG Dynamo Halle-Neustadt II  |
| BSG Chemie Premnitz          | 14:11    | ASG Vorwärts Rudolstadt      |
| BSG Chemie Premnitz          | 12:13    | SG Dynamo Halle-Neustadt II  |
| ASG Vorwärts Rudolstadt      | 20:14    | SG Dynamo Halle-Neustadt II  |

### Abschlusstabelle
| Pl. | Verein                       | Sp. | S | U | N | Tore    | Diff. | Punkte |
| --- | ---------------------------- | --- | - | - | - | ------- | ----- | ------ |
| 1.  | ASK Vorwärts Frankfurt/O. II | 4   | 3 | 0 | 1 | 066:450 | +21   | 06:20  |
| 2.  | BSG Rotation Prenzlauer Berg | 4   | 3 | 0 | 1 | 052:420 | +10   | 06:20  |
| 3.  | BSG Chemie Premnitz          | 4   | 2 | 0 | 2 | 046:420 | +4    | 04:40  |
| 4.  | ASG Vorwärts Rudolstadt      | 4   | 1 | 0 | 3 | 056:640 | −8    | 02:60  |
| 5.  | SG Dynamo Halle-Neustadt II  | 4   | 1 | 0 | 3 | 040:670 | −27   | 02:60  |

Platzierungskriterien: 1. Punkte – 2. Tordifferenz – 3. geschossene Tore

 FDGB-Pokalsieger